# قائمة الجوائز والترشيحات التي تلقتها كاري موليجان

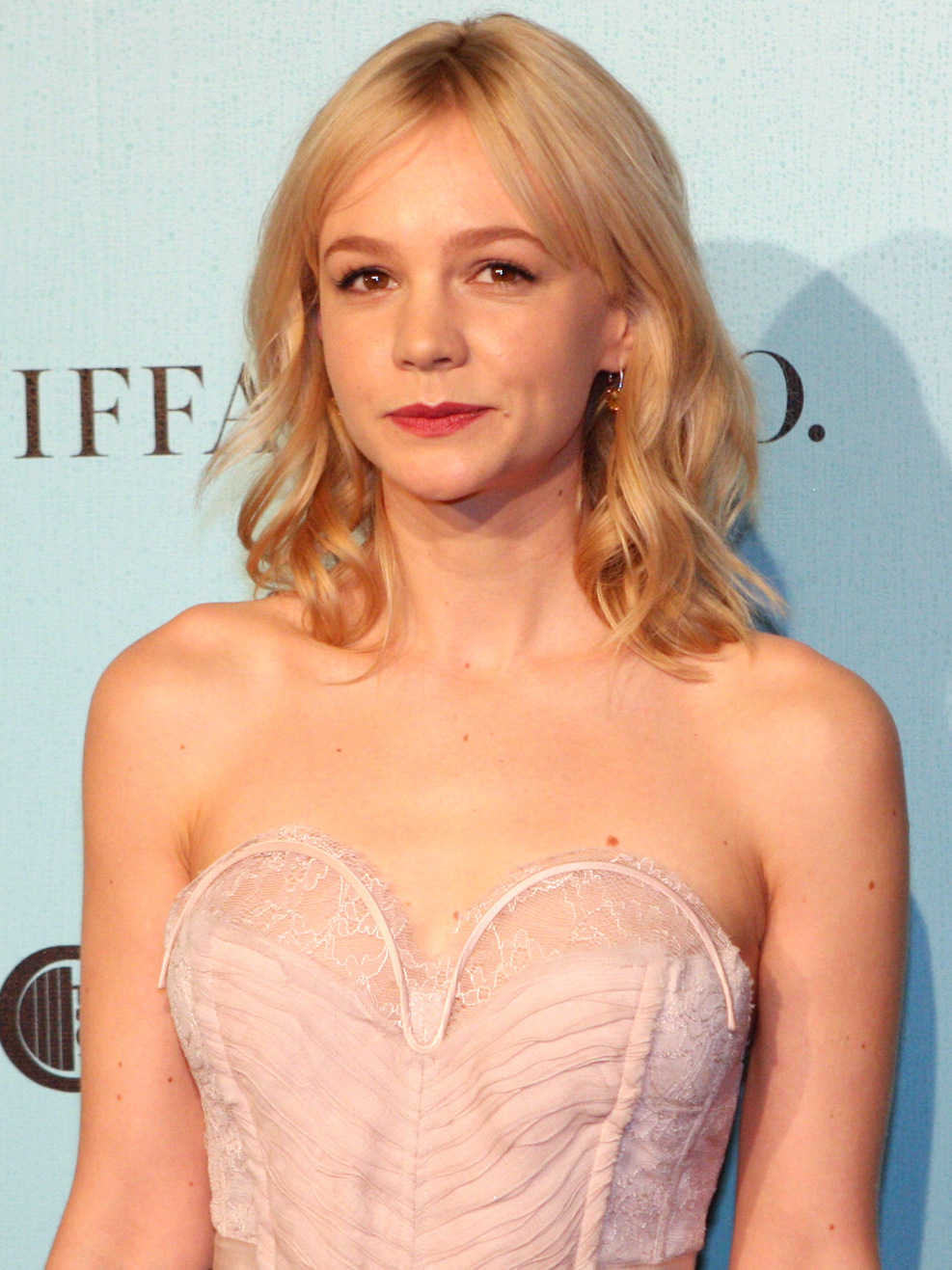
كارلي مولجان

فيما يلي قائمة بالجوائز والترشيحات التي تلقتها الممثلة البريطانية كاري موليجان. جوائزها تشمل جائزة بافتا لأفضل ممثلة رئيسية عن فيلم التعليم.
| السنة | الجائزة                                                      | الفئة                                         | العمل          | النتيجة |
| ----- | ------------------------------------------------------------ | --------------------------------------------- | -------------- | ------- |
| 2009  | حفل توزيع جوائز الأوسكار الثاني والثمانون                    | جائزة الأوسكار لأفضل ممثلة                    | التعليم (فيلم) | رُشِّح     |
| 2009  | جوائز الأكاديمية البريطانية للأفلام                          | جائزة البافتا للنجم الصاعد                    | التعليم (فيلم) | رُشِّح     |
| 2009  | جوائز الأكاديمية البريطانية للأفلام                          | جائزة البافتا لأفضل ممثلة في دور رئيسي        | التعليم (فيلم) | فوز     |
| 2009  | جائزة اختيار النقاد للأفلام                                  | جائزة اختيار النقاد للأفلام لأفضل ممثلة       | التعليم (فيلم) | رُشِّح     |
| 2009  | جوائز الغولدن غلوب                                           | جائزة غولدن غلوب لأفضل ممثلة - فيلم دراما     | التعليم (فيلم) | رُشِّح     |
| 2009  | المجلس الوطني للمراجعة                                       | أفضل ممثلة                                    | التعليم (فيلم) | فوز     |
| 2009  | جائزة نقابة ممثلي الشاشة                                     | أداء متميز من قبل ممثلة في دور قيادي          | التعليم (فيلم) | رُشِّح     |
| 2009  | جائزة نقابة ممثلي الشاشة                                     | أداء متميز من قبل فريق التمثيل في فيلم        | التعليم (فيلم) | رُشِّح     |
| 2011  | حفل توزيع جوائز الأكاديمية البريطانية للأفلام الخامس والستون | جائزة بافتا لأفضل ممثلة في دور ثانوي          | قيادة          | رُشِّح     |
| 2011  | جائزة اختيار النقاد للأفلام                                  | أفضل ممثلة مساعدة                             | عار            | رُشِّح     |
| 2017  | جوائز الروح المستقلة                                         | جائزة روبرت التمان                            | موحل           | فوز     |
| 2017  | جائزة نقابة ممثلي الشاشة                                     | أداء متميز من قبل فريق التمثيل في صورة متحركة | موحل           | رُشِّح     |
| 2018  | جوائز الروح المستقلة                                         | جائزة الروح المستقلة لأفضل ممثلة رئيسية       | حياة جامحة     | رُشِّح     |
| 2021  | حفل توزيع جوائز الأوسكار الثالث والتسعون                     | جائزة الأوسكار لأفضل ممثلة                    | شابة واعدة     | رُشِّح     |
| 2021  | جائزة اختيار النقاد للأفلام                                  | جائزة اختيار النقاد للأفلام لأفضل ممثلة       | شابة واعدة     | فوز     |
| 2021  | جوائز الغولدن غلوب                                           | جائزة غولدن غلوب لأفضل ممثلة - فيلم دراما     | شابة واعدة     | رُشِّح     |
| 2021  | جوائز الروح المستقلة                                         | جائزة الروح المستقلة لأفضل ممثلة رئيسية       | شابة واعدة     | فوز     |
| 2021  | جوائز إم تي في للأفلام                                       | جائزة إم تي في للأفلام لأفضل أداء             | شابة واعدة     | رُشِّح     |
| 2021  | المجلس الوطني للمراجعة                                       | أفضل ممثلة                                    | شابة واعدة     | فوز     |
| 2021  | جائزة نقابة ممثلي الشاشة                                     | أداء متميز من قبل ممثلة في دور قيادي          | شابة واعدة     | رُشِّح     |